# كريستي لي ألان
كريستي لي ألان (بالإنجليزية: Kirsty Lee Allan)‏ هي ممثلة أسترالية، ولدت في 15 ديسمبر 1984 في دوبو في أستراليا.

## وصلات خارجية
- كريستي لي ألان على موقع IMDb (الإنجليزية)
- كريستي لي ألان على موقع ألو سيني (الفرنسية)
- كريستي لي ألان على موقع قاعدة بيانات الفيلم (الإنجليزية)
- كريستي لي ألان على موقع كينوبويسك (الروسية)